# Reto Capadrutt
Reto Capadrutt (n. 4 martie 1912, Cuira, cantonul Graubünden, Elveția – d. 3 februarie 1939, Cortina d'Ampezzo, Veneto, Italia) a fost un bober ce a reprezentat Elveția, medaliat olimpic. A participat la 2 ediții ale Jocurilor Olimpice (1932, 1936) în care a câștigat două medalii de argint.